# White Earth (Minnesota)
White Earth is een plaats (census-designated place) in de Amerikaanse staat Minnesota, en valt bestuurlijk gezien onder Becker County.

## Demografie
Bij de volkstelling in 2000 werd het aantal inwoners vastgesteld op 424.

## Geografie
Volgens het United States Census Bureau beslaat de plaats een oppervlakte van
8,1 km², waarvan 6,7 km² land en 1,4 km² water. White Earth ligt op ongeveer 466 m boven zeeniveau.

## Plaatsen in de nabije omgeving
De onderstaande figuur toont nabijgelegen plaatsen in een straal van 28 km rond White Earth.